# FC Infonet
FC Infonet was een Estse voetbalclub in de hoofdstad Tallinn. De club ontstond in 2002 en fuseerde eind 2010 met FC Atletik Tallinn en FC Bercy Tallinn. De club speelde vijf seizoenen lang in de Meistriliiga, in de hoogste klasse, waarbij men in het seizoen 2016 als kleine club zelfs landskampioen werd.

## Geschiedenis
Het doel van de fusie in 2010 was om zo snel mogelijk naar de Meistriliiga, de hoogste klasse, te promoveren. In datzelfde jaar promoveerde de club naar de Esiliiga. Als promovendus deed de club het uitstekend en behaalde de tweede plaats in de eindrangschikking, die recht gaf op barragewedstrijden tegen de nummer negen van de Meistriliiga. De club verloor in twee wedstrijden van FC Kuressaare.
In 2012 werd de club kampioen van de Esiliiga voor Rakvere Tarvas en mag dus in 2013 voor het eerst in de historie deelnemen in de hoogste Estse voetbalklasse. De thuiswedstrijden zullen, nu de club op het hoogste niveau speelt, afgewerkt worden in de Sportland Arena. In november 2016 werd de club voor het eerst in zijn bestaan landskampioen na een 2-1 zege op JK Nõmme Kalju op de laatste speeldag. In 2017 won Infonet ook voor de eerste maal de beker en de supercup.
Na het seizoen 2017 werd besloten om te fuseren met FC Levadia Tallinn, waarbij men verder ging op de licentie van Levadia. Het nieuw opgerichte FCI Tallinn speelt in 2018 in de II liiga, het vierde voetbalniveau.

## Erelijst
- Meistriliiga

2016
- Esiliiga

2012
- Estische supercup

2017
- Estische voetbalbeker

2017

## Eindklasseringen 2010-2017
| 2 |

| 2 |

| 1 |

| 6 |

| 5 |

| 4 |

| 1 |

| 4 |

| Meistriliiga |

| Esiliiga |

| Esiliiga B |

| II liiga |

| Meistriliiga |

| Esiliiga |

| Esiliiga B |

| II liiga |

De Esiliiga B startte in 2013. Tot dan was de Liiga II het derde voetbalniveau in Estland.

## In Europa
#Q = #voorronde, PUC = punten UEFA coëfficiënten 
Uitslagen vanuit gezichtspunt FC Infonet
| Seizoen | Competitie       | Ronde | Land               | Club                   | Totaalscore | 1e W    | 2e W    | PUC |
| ------- | ---------------- | ----- | ------------------ | ---------------------- | ----------- | ------- | ------- | --- |
| 2016/17 | Europa League    | 1Q    | Vlag van Schotland | Heart of Midlothian FC | 3-6         | 1-2 (U) | 2-4 (T) | 0.0 |
| 2017/18 | Champions League | 1Q    | Vlag van Malta     | Hibernians FC          | 0-3         | 0-2 (U) | 0-1 (T) | 0.0 |